# کلاهبرداران (فیلم ۲۰۱۷)
کلاهبرداران (انگلیسی: The Swindlers؛ کره‌ای: 꾼) فیلم ۲۰۱۷ محصول کره جنوبی در ژانر جنایی اکشن به کارگردانی جانگ چانگ وون است. در این فیلم هیون بین، یو جی-ته، به سونگ-وو، پارک سونگ وونگ، نانا و آن سه-ها بازی می‌کنند.

## بازیگران
- هیون بین در نقش هوانگ جی سونگ[۷]
- یو جی-ته در نقش دادستان پارک هی سو[۸]
- به سونگ-وو در نقش گو سوک دون
- پارک سونگ وونگ در نقش کواک سونگ گون
- نانا در نقش چون جا[۹]
- آن سه-ها در نقش مدیر کیم
- چوی دوک مون در نقش لی کانگ سوک
- چوی ایل هوا در نقش نماینده مجلس سونگ
- هو سونگ ته در نقش جانگ دو چیل
- کیم ته هون در نقش دادستان کل
- جونگ جین یونگ در نقش هوانگ یو سوک (حضور ویژه)
- اوه ته کیونگ در نقش ته دونگ (حضور ویژه)
- چا سون به در نقش مدیر عامل کانگ (حضور ویژه)
- جین سون کیو در نقش (حضور ویژه)

## اکران و بازخورد

### داخلی
کلاهبرداران در ۲۲ نوامبر ۲۰۱۷ در کره جنوبی اکران شد و در اولین روز اکران ۱٫۴ میلیون دلار آمریکا درآمد از ۲۱۳٬۱۸۵ بلیت کسب کرد.
این فیلم برای سه هفتهٔ متوالی در صدر جدول باکس آفیس داخلی بود.
تا ۱۹ دسامبر ۲۰۱۷، تعداد تماشاگران کلاهبرداران از ۴ میلیون گذشت و جمعاً ۲۸٫۹ میلیون دلار آمریکا را جمع‌آوری کرد.

### بین‌المللی
این فیلم در ۱۰ کشور در سطح بین‌المللی اکران شد: استرالیا، نیوزیلند، آمریکای شمالی، هنگ کنگ، تایوان، ژاپن، بریتانیا و فیلیپین.

## جوایز و نامزدی‌ها
| سال  | مراسم جوایز                         | عنوان جایزه                | گیرنده     | نتیجه    | منبع   |
| ---- | ----------------------------------- | -------------------------- | ---------- | -------- | ------ |
| ۲۰۱۷ | ششمین جوایز انجمن بازیگران فیلم کره | جایزه ستاره محبوب          | نانا       | برنده    | [ ۱۴ ] |
| ۲۰۱۸ | پنجاه و چهارمین جوایز هنری بکسانگ   | بهترین بازیگر تازه‌کار زن   | نانا       | نامزدشده | [ ۱۵ ] |
| ۲۰۱۸ | دومین جوایز سئول                    | بهترین بازیگر نقش مکمل مرد | به سونگ-وو | نامزدشده | [ ۱۶ ] |
| ۲۰۱۸ | دومین جوایز سئول                    | بهترین بازیگر تازه‌کار زن   | نانا       | نامزدشده | [ ۱۶ ] |